# Никола Бјелица
Никола Бјелица — Бреда (Бијељани, Билећа, 18. фебруар 1919 — Билећа, 29. септембар 1944), учесник Народноослободилачке борбе и народни херој Југославије.

## Биографија
Потиче из бројне, нешто имућније земљорадничке породице, од Николе и Анђе, која је била родом од Вујовића. Основну школу завршио је на Дивину. Остао је код куће до Априлског рата 1941. и бавио се земљорадњом.
Рат и капитулација затекли су га на одслужењу војног рока у Боки Которској, одакле се са оружјем вратио кући. Заједно са комунистима и напредним родољубима укључио се у одбрану ситничког збјега. Већ од првих дана устанка као борац Засадске партизанске чете учествује 1941. на уништењу усташких упоришта на простору Столац — Билећа. У тим борбама истицао се храброшћу и довитљивошћу. касније је ступио у милавићку партизанску чету. Никола се у борби са четницима и Италијанима није одвајао од свог митраљеза „бреде“. Постао је члан КПЈ 1942. године. Одступањем партизанских снага из Херцеговине он са својом „бредом“ штитио је централне партизанске болнице. Његови другови су га прозвали „Бреда“. Формирањем Десете херцеговачке бригаде и даље је митраљезац у пратећем воду. Као митраљезац учествовао је на Неретви и Сутјесци, у ове двије битке остао је примјер неустрашивог борца. У љето 1943, повратком Десете бригаде у Херцеговину, 24. августа истакао се као командир чете 4. батаљона у борби са Нијемцима на Равном код Гацка гдје је уништен један њемачки коњички ескадрон од 70 војника. Октобра 1944. постао је замјеник команданта 5. батаљона Десете херцеговачке бригаде. Са борцима овог батаљона непријатељу је нанио велике губитке у борбама против четника и Нијемаца на Ситници код Билеће, у Грахову, Вилусима у Црној Гори, и у борби за ослобођење Фазлагића Куле.
Као командант 5. батаљона Десете херцеговачке бригаде успјешно је водио борбе против Нијемаца, четника и усташа за ослобођење Херцеговине. Указом врховног команданта, маршала Тита, Никола Бјелица произведен је 1. септембра 1944. у цин поручника НОВЈ. Израстао је у јунака, оданог сина револуције, који је са својим борцима исписао најљепше странице ослободилачке борбе народа Херцеговине, уградивши у то дјело, у темеље наше слободе, свој млади живот.
Смртно је рањен 29. септембра 1944. у борби за коначно ослобођење Билеће и након пет сати умро.
Омладина и борци испјевали су му пјесму: „У Билећи, покрај зграде,/командант нам Бреда паде/за свој народ живот даде“.
За народног хероја проглашен је 27. новембра 1953. године.
Сахрањен је у Алеји палих бораца на сеоском гробљу у Фатници. У Парку хероја постављена је биста хероја Бреде. Становници његовог родног краја такође су му подигли спомен бисту на Дивину.